# 박종수 (1941년)
박종수(1941년 ~ 2021년 11월 27일)는 대한민국의 태권도 사범이자 해외에서 불리는 12명의 태권도 원조 사범 중 한 명이다. 그는 9 단의 계급을 가졌다. 한국군 복무를 마치고 1968년 캐나다로 이민을 갔다.